# United (musikalbum)
United är den franska pop/rockgruppen Phoenix debutalbum och släpptes 2000. Albumet producerades av Philippe Zdar, från duon Cassius. Sista spåret på skivan, Too young släpptes som singel och blev en stor hit. Regissören Sofia Coppola tyckte att låten var så bra att hon valde att ha med den i soundtracket till sin film Lost in translation (Oskarvinnare för bästa manus).

## Låtlista
All text och musik är skriven av Phoenix
1. "School's Rules" (1:32)
2. "Too Young" (3:19)
3. "Honeymoon" (5:00)
4. "If I Ever Feel Better" (4:26)
5. "Party Time" (2:14)
6. "On Fire" (2:49)
7. "Embuscade" (3:57)
8. "Summer Days" (3:15)
9. "Funky Squaredance" (9:39)
10. "Definitive Breaks" (1:44)
11. "Too Young" (Zoot Woman Remix) (3:53)